# Saint-Étienne-de-Fougères
Saint-Étienne-de-Fougères is een gemeente in het Franse departement Lot-et-Garonne (regio Nouvelle-Aquitaine) en telt 777 inwoners (2004). De plaats maakt deel uit van het arrondissement Villeneuve-sur-Lot.

## Geografie
De oppervlakte van Saint-Étienne-de-Fougères bedraagt 9,8 km², de bevolkingsdichtheid is 79,3 inwoners per km².
De onderstaande kaart toont de ligging van Saint-Étienne-de-Fougères met de belangrijkste infrastructuur en aangrenzende gemeenten.

## Demografie
Onderstaande figuur toont het verloop van het inwonertal (bron: INSEE-tellingen).